# Fly Arna
ЗАО «Армянские национальные авиалинии», известная как Fly Arna (от англ. Fly + Armenian National Airlines) — национальная бюджетная авиакомпания, базирующаяся в Ереване, Армения. Является совместным предприятием бюджетной авиакомпании Air Arabia и принадлежащего правительству Армении Фонда национальных интересов Армении (ANIF). Авиакомпания начала полеты в мае 2022 года с направлениями в Среднюю Азию, Ближний Восток и Россию. Кроме того, авиакомпания планирует со временем расширить свою маршрутную сеть на европейских направлениях. Планируется использование самолётов Airbus A320 своей материнской компании Air Arabia.

## История
Авиакомпания была создана в результате соглашения о совместном предприятии, подписанного между эмиратским перевозчиком Air Arabia и недавно созданным Фондом национальных интересов Армении (ANIF) в июле 2021 года. 51 % акций авиакомпании принадлежит ANIF, а остальные 49 % — Air Arabia. В начале мая 2022 года компания получила сертификат и объявила о готовности к выполнению полетов.
10 мая 2022 в Международный аэропорт Звартноц прибыл первый самолёт Airbus A320 после покрасочных работ в городе Острава.
На конец января 2024 года все полеты приостановлены.